# جوليان توماس (عالم إنسان)
جوليان توماس (بالإنجليزية: Julian Thomas)‏ هو عالم إنسان بريطاني، ولد في 1959.